# Курнявцеве
Курнявцеве (рос. Курнявцево) — присілок в Брянському районі Брянської області Російської Федерації.
Населення становить 368 осіб. Входить до складу муніципального утворення Супоневське сільське поселення.

## Історія
Від 2005 року входить до складу муніципального утворення Супоневське сільське поселення.

## Населення
| 2010 | 2013 |
| ---- | ---- |
| 350  | ↗368 |